# F-15僚機撃墜事故
F-15僚機撃墜事故（F-15 りょうきげきついじこ）は、1995年（平成7年）11月22日に石川県能登半島沖で発生した航空自衛隊による事故。
第6航空団所属のF-15J戦闘機が、訓練中に誤って僚機を撃墜した。

## 概要
発生地点 - 石川県輪島市、舳倉島の南東10キロ
発生時刻 - 1995年（平成7年）11月22日午前8時40分頃
1995年（平成7年）11月22日、空中戦闘機動（ACM）訓練中、攻撃側のF-15J戦闘機（シリアルナンバー62-8870、操縦：A一等空尉）が、誤ってAIM-9L空対空ミサイルを発射し、敵役のF-15J戦闘機（シリアルナンバー52-8846、操縦：B二等空尉）を撃墜した。B二尉は直ちに射出座席で脱出し無事だったが、機体は海へ沈んだ。
航空自衛隊にとって通算8機目のF-15墜落事故かつ自衛隊史上初の「撃墜」であるとともに、F-15が航空機によって（＝空対空戦闘によって）撃墜された世界初にして（2024年11月30日現在）唯一の事例でもある。

## 経緯

### 事故発生
1995年（平成7年）11月22日午前8時23分、第6航空団第303飛行隊所属のF-15J戦闘機2機が空中戦闘機動（ACM）訓練のため小松基地を離陸した。一番機はA一等空尉（当時29歳）、二番機はB二等空尉（当時30歳）であり、両機とも緊急発進の予備機（「三時間待機」の状態）だったためミサイルを二発ずつ搭載していた。A一尉は飛行時間1,000時間超の中堅パイロットであった。また、実弾射撃は訓練予定に含まれていなかった。
A一尉の機と敵役のB二尉の機は、正面から向き合う状態で開始しすれ違ってからドッグファイトに入る手順の戦闘訓練を3度行い、3度目の訓練でA一尉の機が敵役のB二尉の後背に付きAIM-9Lで攻撃動作を行った際に事故が発生した。先立つ2度の訓練では、A一尉は2度中1回発射ボタンを押したが、発射に先立つ兵装選択でAIM-9Lとは異なる兵装を選択したためミサイル発射には至っていない。事故が起きた3度目の戦闘訓練状況は以下の通り。
- 午前8時36分 - 両機とも火器管制主スイッチ(Master arm switch)が切れている旨を、模擬戦闘開始前の安全確認として管制官に報告
- 午前8時38分20秒 - A一尉の機が、敵役のB二尉機の後背につく
- A一尉が空対空ミサイルAIM-9L（通称：サイドワインダー）を誤射し、B二尉の機の右水平尾翼のつけ根付近に命中
- 午前8時39分16秒 - A一尉が「エマージェンシー（緊急事態）」 と報告
- 午前8時39分23秒 - A一尉が「ベイルアウト（緊急脱出）」 と僚機状態を報告
- 午前8時40分23秒 - A一尉が火器管制主スイッチが切れているのにAIM-9Lが発射された旨を報告
- 午前8時41分頃 - A一尉がB二尉の着水を報告

B二尉は緊急脱出し洋上で漁船に救助された後、小松基地所属の救難ヘリで同基地へ戻ったが、打撲などの軽傷を負っていた。沈没した機体は、11月27日に発見され、翌年2月25日に引き揚げが終了した。
事故同日の11月22日午後3時頃、村山富市首相（当時）は記者団からの質問ではじめてこの事件を知った。ただし官邸には早い段階で誤射を含めた事故の報告が入っていた。

### 影響
この事故の影響で、航空自衛隊は所有する全戦闘機の緊急安全点検を行った。小松基地では飛行訓練を中断していたが11月29日に北栄一郎小松市長（当時）が同意したため、12月1日にミサイル搭載無しで訓練を再開した。
12月5日にはミサイル装備なしで全国のF-15を警戒待機に復帰させた。1996年（平成8年）6月10日に小松基地以外の基地でミサイル搭載が再開され、7月9日に小松基地でも再開した。

### 原因解明
その後、航空事故調査委員会の聞き取り調査で、パイロットは「当時、操縦桿の機関砲の引き金にはピンが入った状態で引けない状態であった」と証言している。
事故直後、A一尉は記憶の混乱（攻撃動作3回中2回発射ボタンを押していたことによる）から、当初「火器管制主スイッチを作動位置にしていないが、（誤射の際）発射ボタンを押したか否かは覚えていない」としていたが、11月24日までに誤射の際に発射ボタンを押したとした。また、小松基地帰還直後の調査では火器管制主スイッチはオフ位置になっていた。発射ボタンと誤射の関係性が高いことから、当初は火器管制系統のトラブルとの見方が広まっていた。杉山蕃航空幕僚長（当時）らも航空機側の不良との立場をとっていた。
国会の安全保障委員会でも異常な電流が操縦桿より流れて、撃墜に繋がったとの認識をしていた。
しかし、その後ヘッドアップディスプレイ（HUD）に発射準備完了のサインが出ていた（つまり火器管制主スイッチが作動位置にあり、火器管制装置が作動状態であった）ことが判明した。さらに、F-15の製造元である三菱重工が調査にあたったが異常は発見されず、人為的ミス（パイロットエラー）の可能性が濃厚となった。

### 処分
1996年（平成8年）6月13日、防衛庁（当時）は杉山蕃統合幕僚会議議長（当時）、小泉進航空総隊司令官、早瀬洋一中部航空方面隊司令官、以下関係者計8名への処分を発表した。A一尉は停職10日とともに、パイロット資格を剥奪された。
同年9月3日までに、航空自衛隊はA一尉を過失航空危険罪の疑いで金沢地検へ書類送検した。10月25日、金沢地検は、Aがすでに操縦資格剥奪などの制裁を受けていることを理由に起訴猶予処分とした。
同年11月11日、航空自衛隊は、A一尉が無意識のうちにミサイル発射系統の回路を導通状態にした（＝安全状態を解除した）として、この事故がAの全面的な過失によるものだったと発表した。なお、航空評論家の石川潤一は、事故直後の時点で無意識の操作の可能性について指摘していた。

### その後
Bは2011年現在も航空自衛隊に所属し、外部への露出の機会もある。

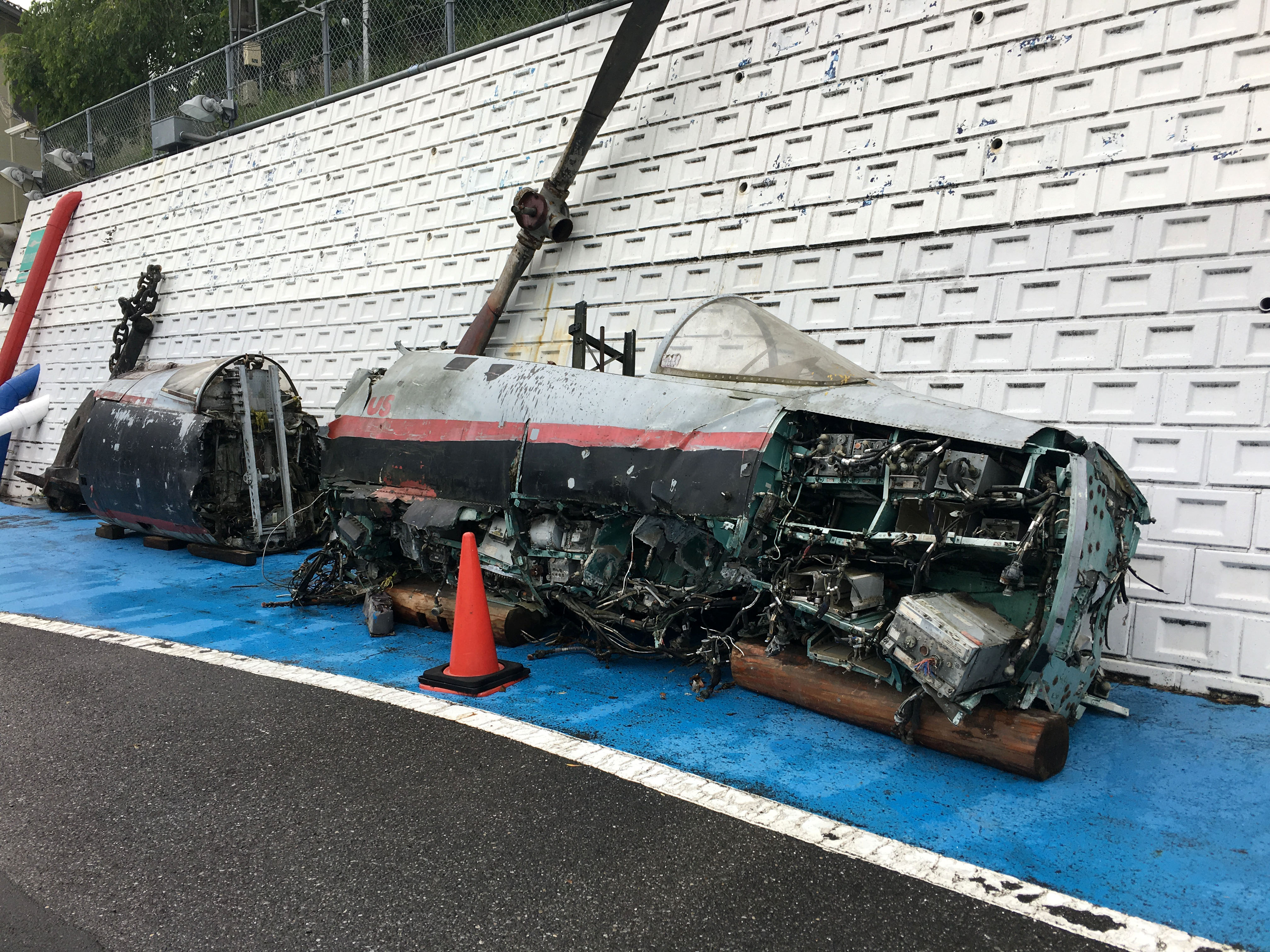
大慶園に置かれた残骸

機体（52-8846）の残骸の一部（コックピット）はスクラップとして払い出され、市川市の大型ゲームセンター大慶園に残置されている（2023年8月現在）。

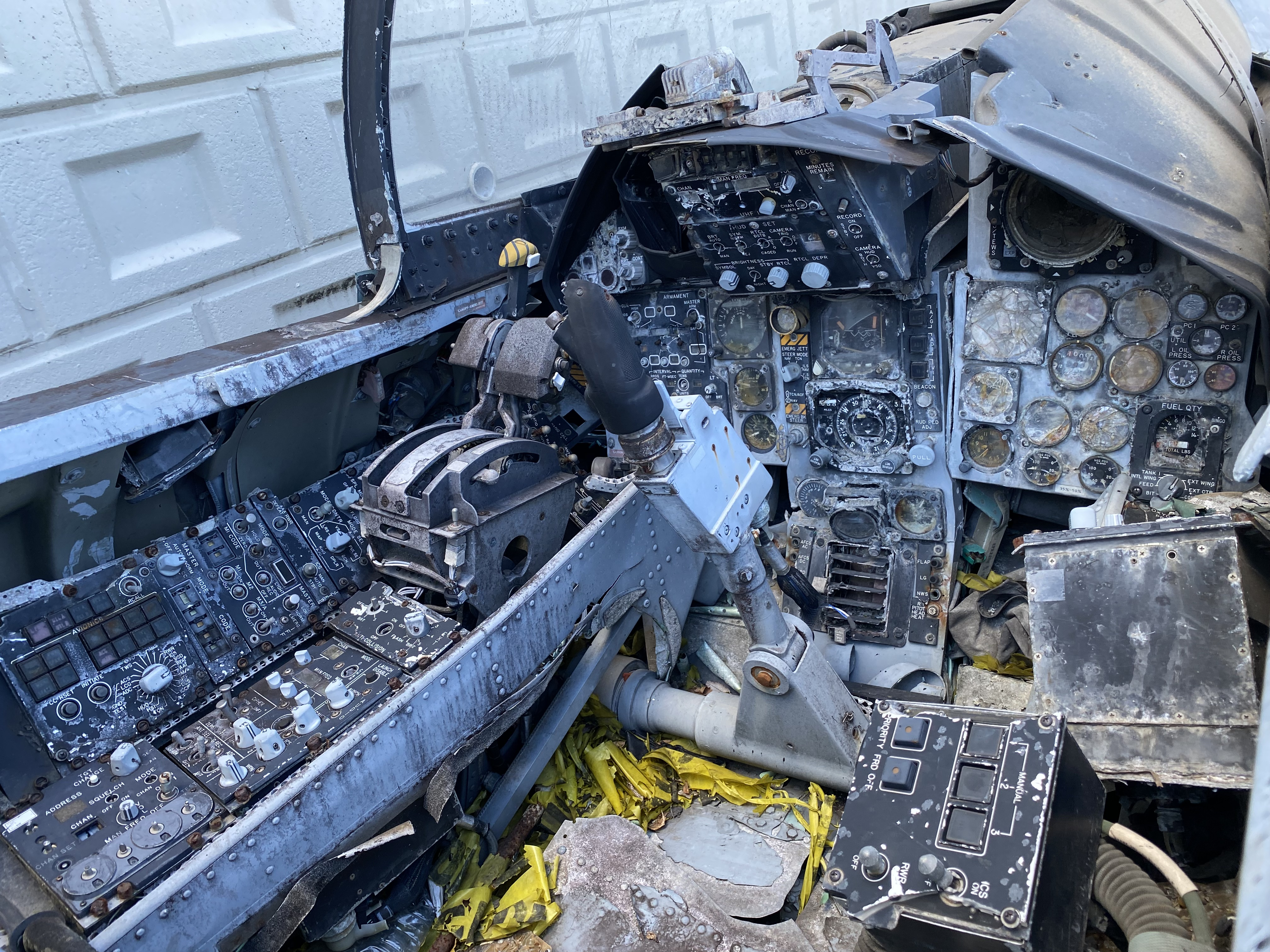
コックピットの様子